# Centromerus viduus
Centromerus viduus là một loài nhện trong họ Linyphiidae.
Loài này thuộc chi Centromerus. Centromerus viduus được Jean-Louis Fage miêu tả năm 1931.